# Pink Floyd (planetka)
(19367) Pink Floyd je planetka objevená 3. prosince 1997, která byla pojmenována podle anglické rockové skupiny Pink Floyd. Jedná se o planetku hlavního pásu, kolem Slunce oběhne jednou za 3,82 roku. Její eliptická dráha má afélium ve vzdálenosti 2,848 AU a perihélium ve vzdálenosti 2,042 AU.
Většina takovýchto planetek bývá označována jedním slovem jako například (3834) Zappafrank. Dvojslovný název hudební skupiny má například i planetka (19383) Rolling Stones.